# 建設工事標準請負契約約款
建設工事標準請負契約約款（けんせつこうじひょうじゅんうけおいけいやくやっかん）とは、建設業法第34条第2項に基づき中央建設業審議会により作成・勧告される、日本の建設工事の請負契約における標準請負契約約款である。

## 公共工事標準請負契約約款
公共工事の請負契約に適用されることが想定された建設工事標準請負契約約款。電力・ガス・鉄道・電気通信等、常時建設工事を発注する民間企業の工事にも適用できるようになっている。

## 民間建設工事標準請負契約約款
一般の民間建設工事の請負契約に適用されることが想定された建設工事標準請負契約約款。適用対象となる工事の規模の違いにより、民間建設工事標準請負契約約款（甲）と民間建設工事標準請負契約約款（乙）の2種類が存在する。

## 建設工事標準下請契約約款
公共工事・民間工事問わず、建設業者間で締結される下請契約に適用されることが想定された建設工事標準請負契約約款。